# William Katt
William Theodore Katt (Los Angeles, 16 februari 1951) is een Amerikaans acteur. Na een naamloos rolletje in de televisiefilm Night Chase uit 1970, debuteerde hij een jaar later op het witte doek als Peter Addams in The Late Liz. Sindsdien was hij te zien in meer dan veertig (bioscoop)films, waaronder de klassieke horrorfilms Carrie en House.
Behalve op het grote scherm, bestaat een aanzienlijk deel van Katts cv uit televisiewerk. Zo had hij wederkerende rollen in een aantal series, waarvan die als Ralph Hinkley in The Greatest American Hero het meest omvangrijk was. Daarnaast speelde hij eenmalige gastrollen in meer dan 25 andere series, zoals Mash, Kung Fu, Kojak, Murder, She Wrote, Diagnosis Murder, 7th Heaven, Walker, Texas Ranger, House en Heroes. Tevens speelde Katt in meer dan 25 televisiefilms. Negen daarvan maken deel uit van een reeks over titelpersonage Perry Mason, waarover in de jaren vijftig en zestig een gelijknamige televisieserie te zien was. Katt speelt in de op deze serie gebaseerde films het vaste personage Paul Drake Jr..
Katt trouwde in 1993 met Danielle Hirsch, zijn tweede echtgenote. Eerder was hij van 1979 tot en met 1986 getrouwd met Deborah Kahane. Met ieder heeft hij twee kinderen. Katt zelf is een zoon van actrice Barbara Hale, met wie hij samen speelde in de film Big Wednesday. Zij speelde van 1957 tot en met 1966 in meer dan 250 afleveringen van de originele Perry Mason-serie (als Della Street) en hervatte haar rol van 1985 tot en met 1995 in dertig televisiefilms over het titelpersonage, inclusief de negen waarin ook Katt speelt. Zijn in 1992 overleden vader Bill Williams was van 1933 tot en met 1981 eveneens actief als film- en (voornamelijk) televisieacteur.

## Filmografie
*Exclusief 25+ televisiefilms, tenzij aangegeven
| - The Man from Earth: Holocene (2017) - Sparks (2013) - Mirrors 2 (2010) - Deadland (2009) - Big Game (2008) - Beautiful Loser (2008) - AVH: Alien vs. Hunter (2007) - The Man from Earth (2007) - River's End (2005) - Backstage Pass (2006) - Gamers (2006) - Descendant (2003) - Snake Island (2002) - Treading Water (2002) - Circuit (2001) - Determination of Death (2001) - Learning to Surf (2000) - Twin Falls Idaho (1999) - Jawbreaker (1999) - Clean and Narrow (1999) - Hyacinth (1998) - Mother Teresa: In the Name of God's Poor (1997) - Whacked (1997) - U'bejani (1997) | - Daddy's Girl (1996) - Rattled (1996, televisiefilm) - Piranha (1995, televisiefilm) - Stranger by Night (1994) - Cyborg 3: The Recycler (1994) - The Paper Boy (1994) - Tollbooth (1994) - Distant Cousins (1993) - Double X: The Name of the Game (1992) - House IV (1992) - Sazan aizu (1991, aka 3x3 Eyes - stem Engelstalige versie) - Last Call (1991) - Naked Obsession (1990) - Wedding Band (1990) - Rising Storm (1989) - White Ghost (1988) - House (1986) - Baby: Secret of the Lost Legend (1985) - Butch and Sundance: The Early Days (1979) - Big Wednesday (1978) - First Love (1977) - Carrie (1976) - The Late Liz (1971) |

## Televisieseries
*Exclusief eenmalige gastrollen
- JAG - Cmdr. James Merrick (2001-2004, twee afleveringen)
- Justice League - Green Guardsman (2002, twee afleveringen - stem)
- Models Inc. - Paul Carson (1994, acht afleveringen)
- Sisters - Jeffrey Teller (1992-1993, twee afleveringen)
- Good Sports - Nick Calder (1991, twee afleveringen)
- Our House - Ben Witherspoon (1987, twee afleveringen)
- The Greatest American Hero - Ralph Hinkley (1981-1986, 44 afleveringen)
- Gunsmoke - Shep Hockett (1974-1975, drie afleveringen)

- Biblioteca Nacional de España: XX1260239
- Bibliothèque nationale de France: cb14039647t (data)
- Gemeinsame Normdatei: 141566752
- International Standard Name Identifier: 0000 0001 1468 6814
- Library of Congress Control Number: no97003349
- MusicBrainz: f7f4760e-4622-4ca4-bb96-4e8560b295d6
- Nationale Bibliotheek van Israël: 987007350427805171
- Nederlandse Thesaurus van Auteursnamen: 072650877
- SNAC: w6rz15z9
- Système universitaire de documentation: 059673427
- Virtual International Authority File: 19881296
- WorldCat: E39PBJm4Ky44pTkT67RcPPJqwC